# 스카이트레인 엑스포선
엑스포선(Expo Line)은 캐나다 브리티시컬럼비아주의 메트로 밴쿠버 지역에서 운행하는 스카이트레인 도시 철도 시스템에서 가장 오래된 노선이다. 이 노선은 트랜스링크에서 소유 및 운영하며 밴쿠버, 버너비, 뉴웨스트민스터, 서리간을 연결한다. 엑스포선은 노선도에서 진한 파란색으로 표시된다.
이 노선은 1985년 개통 때부터 2002년까지 "스카이트레인(SkyTrain)"으로 알려졌으며, 이 기간 동안 스카이트레인 시스템 상의 유일한 노선이었다. 2002년에 개통된 스카이트레인 시스템의 두 번째 노선인 밀레니엄선과 차별화하기 위해 그 해에 현재 이름이 붙여졌다. 노선명은 엑스포 86(Expo 86)에서 따왔으며, 1986년에 개최된 밴쿠버의 세계 박람회로, 그 박람회를 준비하는 과정의 일부로 세워 졌기 때문에 박람회의 매력 요소였다.
2002년 밀레니엄선 개통 이후부터 2016년 10월 22일까지 엑스포선과 밀레니엄선은 다운타운 밴쿠버의 워터프런트와 뉴웨스트민스터의 컬럼비아까지의 구간에서 동일한 선로를 공유했다. 거기에서 두 노선이 분리되고, 엑스포선이 프레이저강(Fraser River)을 건너 서리(Surrey)까지 이른다.
2016년 10월 22일 엑스포선의 두번째 지선이 추가되었다. 이 지선은 컬럼비아에서 프로덕션 웨이-유니버시티까지 이어지며, 새퍼튼, 브레이드, 로히드 타운센터에서 정차한다. 워터프런트와 킹 조지 사이의 본선-지선 구간은 그대로 남아있다.

## 노선
엑스포선은 워터프런트역에서 스타디움-차이나타운역까지 주로 던스뮤어 터널을 통해 이동한다. 이 터널은 캐나다 태평양 철도에서 버라드만(Burrard Inlet)을 따라 주 노선을 펄스강(False Creek)의 이전 차량기지에 연결하는데 사용되었다.
이스트밴쿠버의 너나이모역과 조이스-콜링우드역 사이의 짧은 구간과 버나비의 에드먼즈 역에 있는 스카이트레인 차량기지를 제외한 나머지 구간인 스타디움-차이나타운~ 뉴웨스트민스터역간은 고가로 운행한다.
노선은 뉴웨스트민스터역과 컬럼비아역 간에서 잠깐 동안 지하로 이동한다. 컬럼비아역의 바로 동쪽은 선이 갈라지는 교차점이다. 한 지선은 스카이브리지를 통해 프레이저강을 가로 지르며 서리를 통과한 이후 킹 조지역에서 종착한다. 다른 지선은 처음에는 터널을 통과하다 뉴웨스트민스터를 지나 버나비의 프로덕션 웨이-유니버시티역에서 종착할 때까지 고가로 운행한다.
엑스포선의 나나이모역과 뉴웨스트민스터역간은 1890년 부터 1950년대 초까지 밴쿠버와 뉴웨스트민스터(New Westminster) 간 인터어반을 운행한 BC 일렉트릭의 전 센트럴파크선(Central Park Line)을 따른다.

## 차량

봄바디어 Mark 1호대 전동차
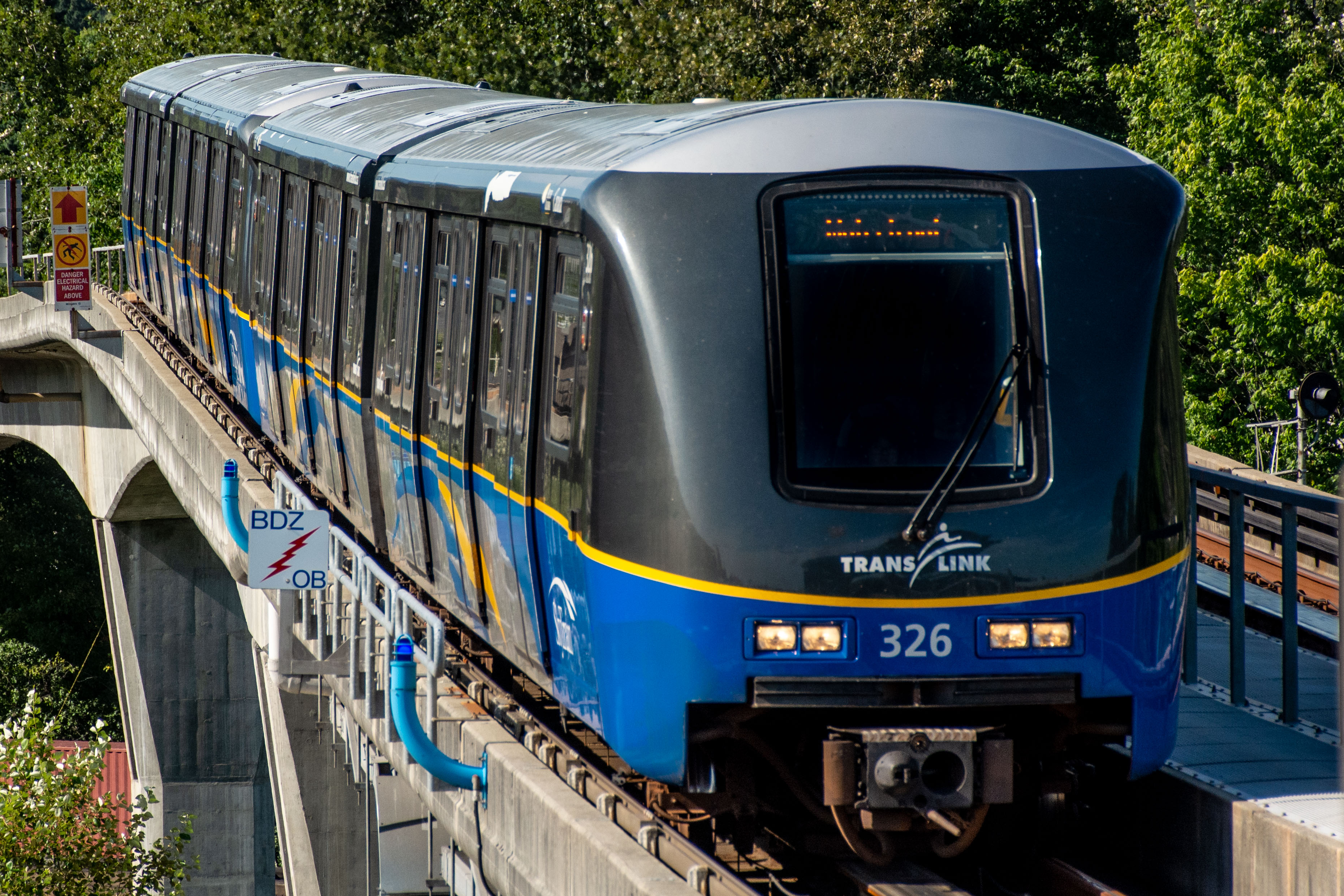
봄바디어 Mark 2호대 전동차
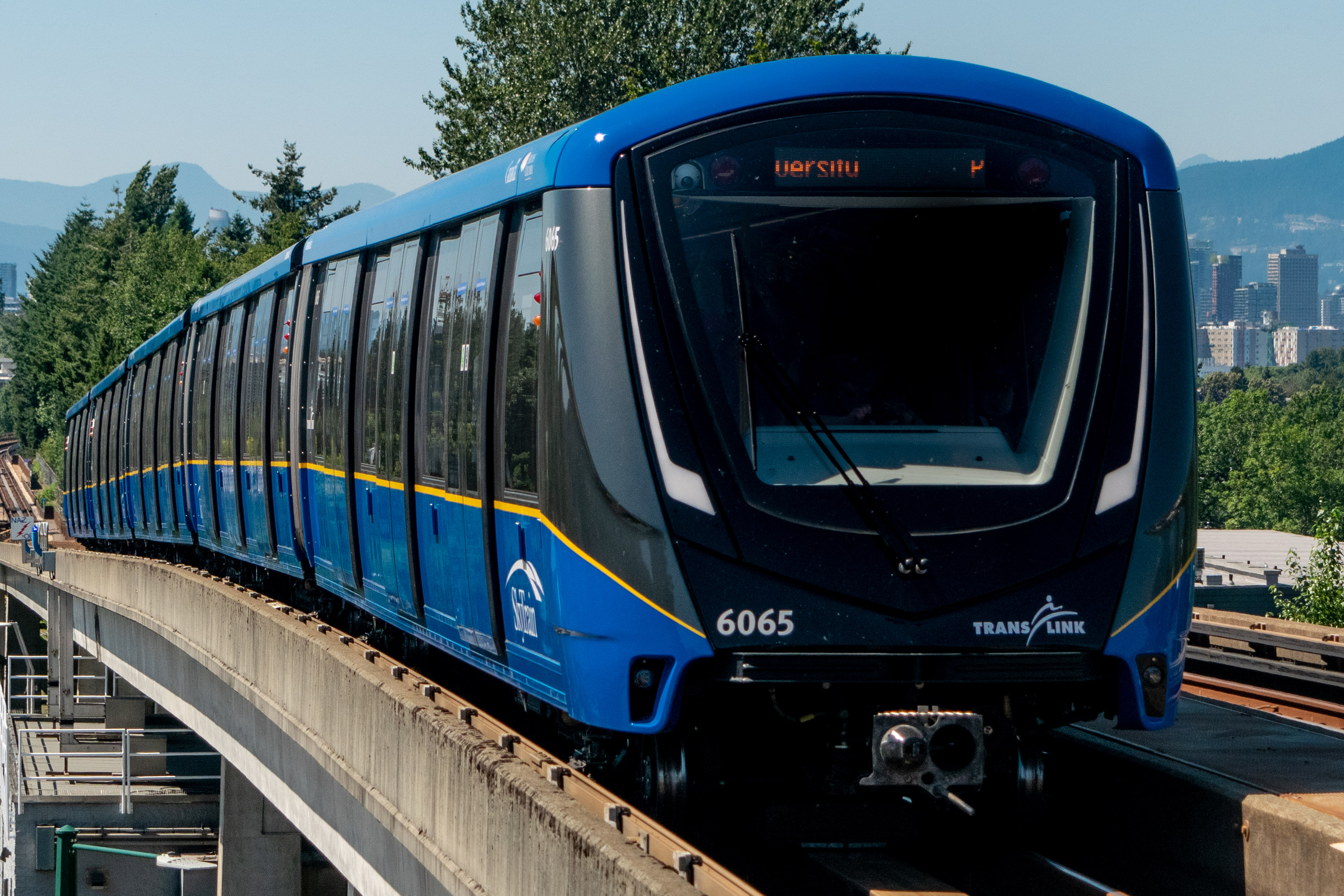
봄바디어 Mark 3호대 전동차
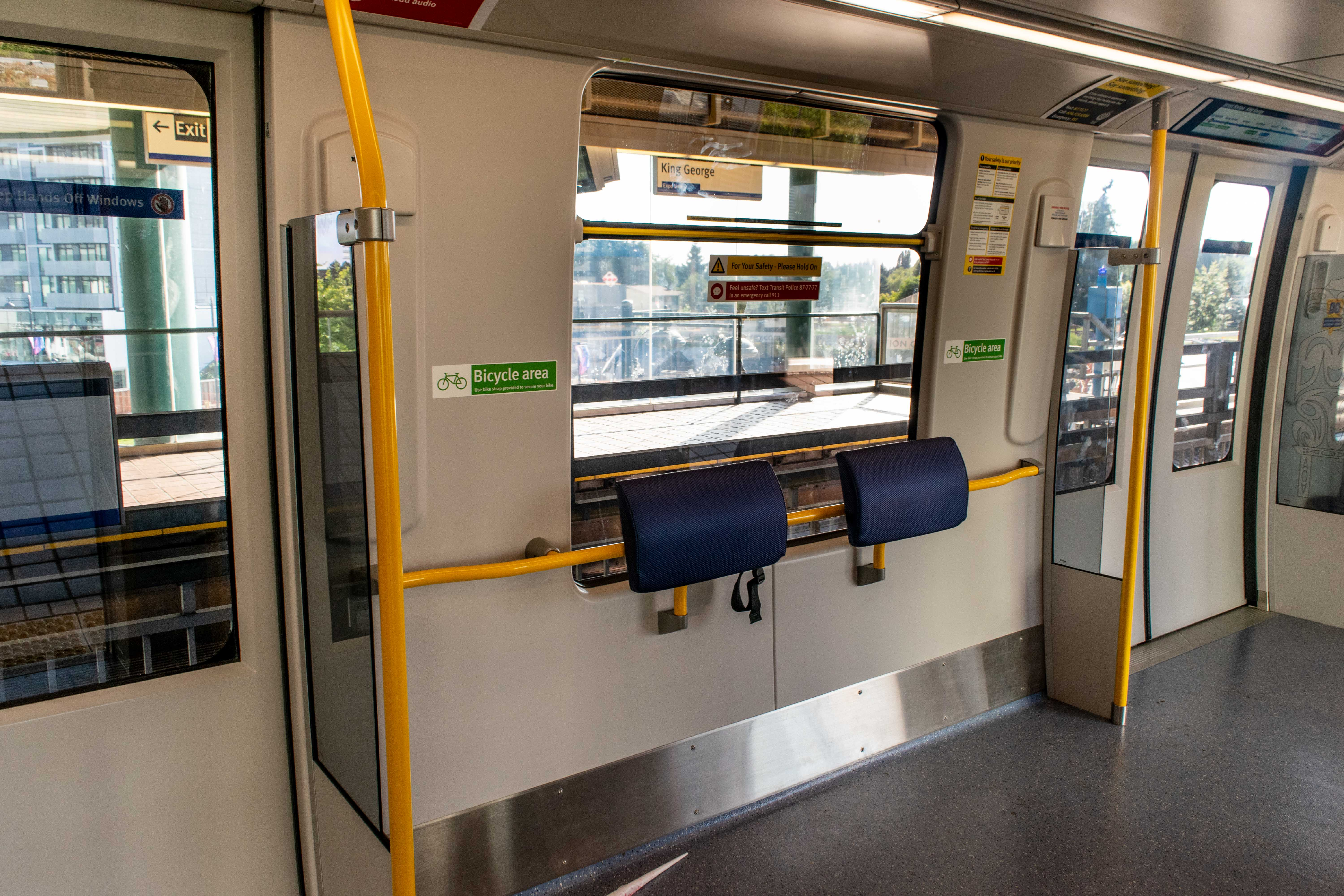
알스톰 Mark 5호대 전동차

- 봄바디어 Mark 1호대 전동차
- 봄바디어 Mark 2호대 전동차 2차분
- 알스톰 Mark 5호대 전동차
- Mark 5편성 내부

## 역 목록

### 본선
| 역명                        | 영어 역명                 | 접속 노선                                      | 소재지             | 소재지         |
| --------------------------- | ------------------------- | ---------------------------------------------- | ------------------ | -------------- |
| 워터프런트                  | Waterfront                | ■ 캐나다선 ■ 시버스 ■ 웨스트 코스트 익스프레스 | 브리티시컬럼비아주 | 밴쿠버         |
| 버라드                      | Burrard                   |                                                | 브리티시컬럼비아주 | 밴쿠버         |
| 그랜빌                      | Granville                 |                                                | 브리티시컬럼비아주 | 밴쿠버         |
| 스타디움-차이나타운         | Stadium–Chinatown         |                                                | 브리티시컬럼비아주 | 밴쿠버         |
| 메인 스트리트-사이언스 월드 | Main Street–Science World |                                                | 브리티시컬럼비아주 | 밴쿠버         |
| 커머셜-브로드웨이           | Commercial–Broadway       | ■ 밀레니엄선                                   | 브리티시컬럼비아주 | 밴쿠버         |
| 너나이모                    | Nanaimo                   |                                                | 브리티시컬럼비아주 | 밴쿠버         |
| 29번로                      | 29th Avenue               |                                                | 브리티시컬럼비아주 | 밴쿠버         |
| 조이스-콜링우드             | Joyce–Collingwood         |                                                | 브리티시컬럼비아주 | 밴쿠버         |
| 패터슨                      | Patterson                 |                                                | 브리티시컬럼비아주 | 버너비         |
| 메트로타운                  | Metrotown                 |                                                | 브리티시컬럼비아주 | 버너비         |
| 로열 오크                   | Royal Oak                 |                                                | 브리티시컬럼비아주 | 버너비         |
| 에드먼즈                    | Edmonds                   |                                                | 브리티시컬럼비아주 | 버너비         |
| 22번가                      | 22nd Street               |                                                | 브리티시컬럼비아주 | 뉴웨스트민스터 |
| 뉴웨스트민스터              | New Westminster           |                                                | 브리티시컬럼비아주 | 뉴웨스트민스터 |
| 컬럼비아                    | Columbia                  | 프로덕션 웨이-유니버시티 방면                  | 브리티시컬럼비아주 | 뉴웨스트민스터 |
| 스콧 로드                   | Scott Road                |                                                | 브리티시컬럼비아주 | 서리           |
| 게이트웨이                  | Gateway                   |                                                | 브리티시컬럼비아주 | 서리           |
| 서리 센트럴                 | Surrey Central            |                                                | 브리티시컬럼비아주 | 서리           |
| 킹 조지                     | King George               |                                                | 브리티시컬럼비아주 | 서리           |

### 로히드 지선
| 역명                     | 영어 역명                 | 접속 노선    | 소재지             | 소재지         |
| ------------------------ | ------------------------- | ------------ | ------------------ | -------------- |
| 컬럼비아                 | Columbia                  | 킹 조지 방면 | 브리티시컬럼비아주 | 뉴웨스트민스터 |
| 새퍼튼                   | Sapperton                 |              | 브리티시컬럼비아주 | 뉴웨스트민스터 |
| 브레이드                 | Braid                     |              | 브리티시컬럼비아주 | 뉴웨스트민스터 |
| 로히드 타운센터          | Lougheed Town Centre      | ■ 밀레니엄선 | 브리티시컬럼비아주 | 버너비         |
| 프로덕션 웨이-유니버시티 | Production Way–University | ■ 밀레니엄선 | 브리티시컬럼비아주 | 버너비         |